# Helina natalensis
Helina natalensis är en tvåvingeart som beskrevs av Zielke 1970. Helina natalensis ingår i släktet Helina och familjen husflugor. Inga underarter finns listade i Catalogue of Life.